# Chevrolet Silverado

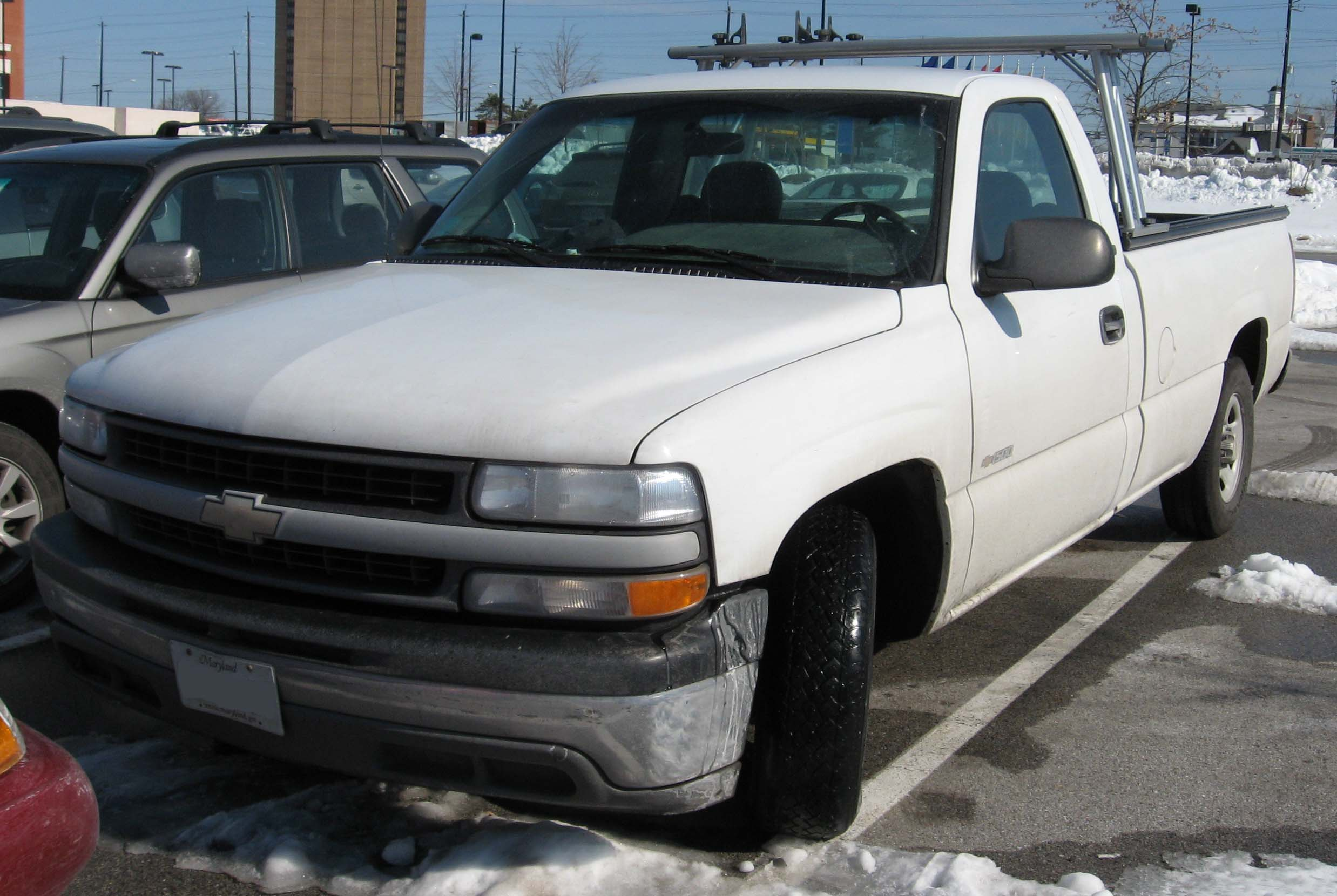
Chevrolet Silverado 1500 mellan 1999 och 2002 (standardkupé)

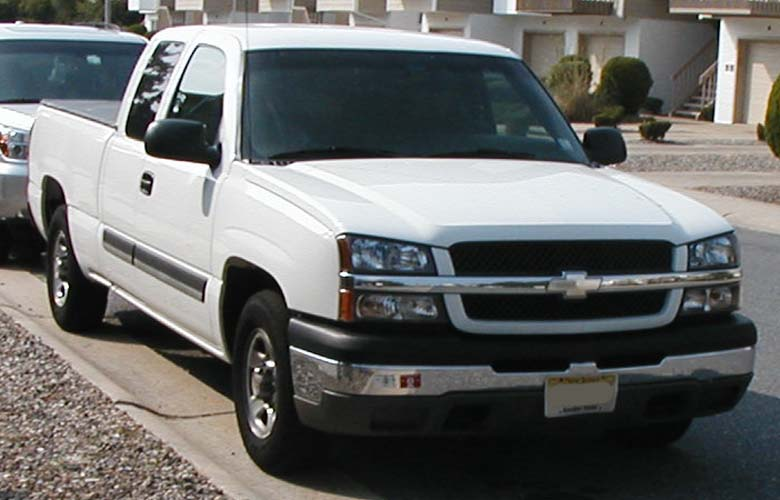
Chevrolet Silverado 1500 mellan 2003 och 2005 (förlängd kupé)

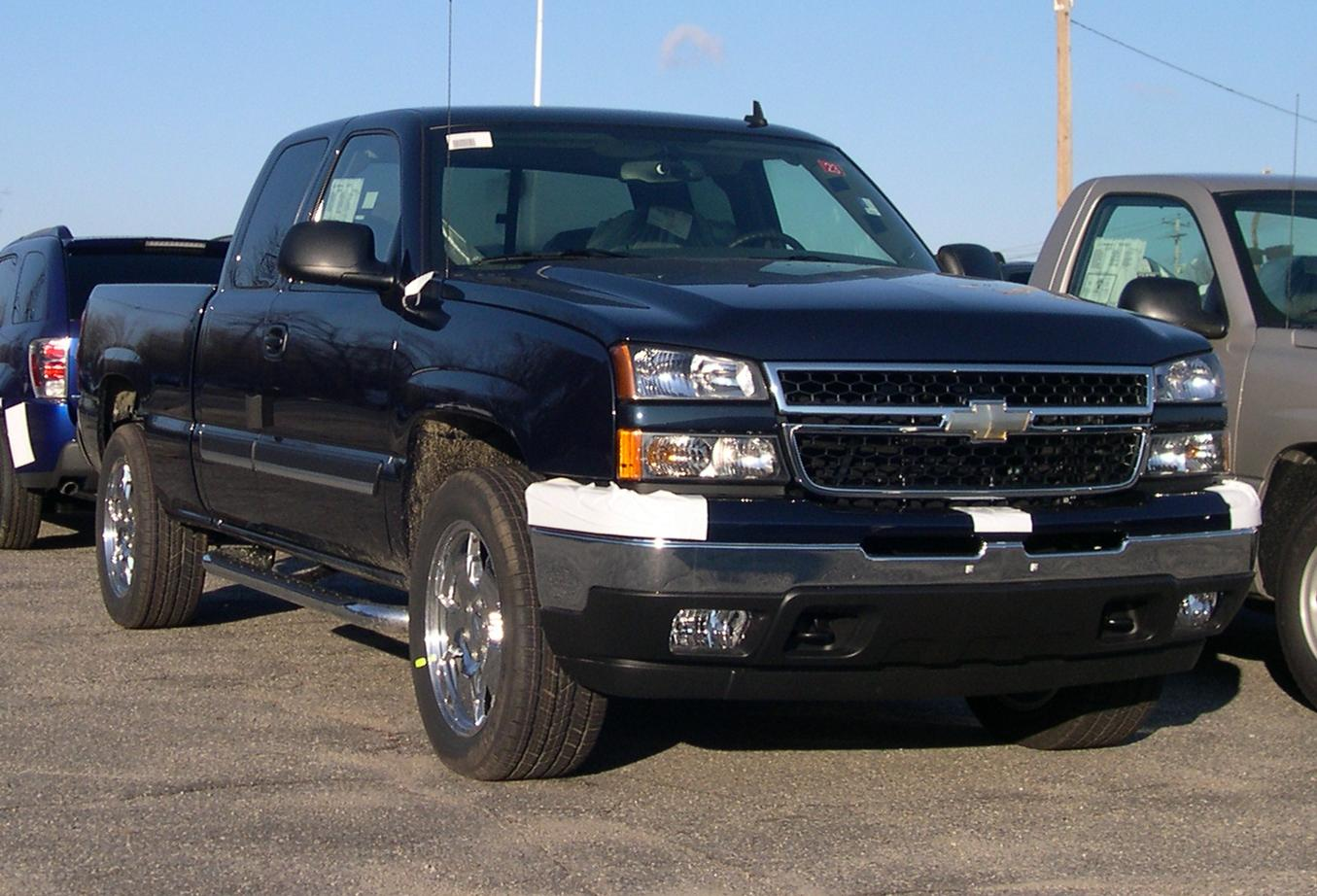
Chevrolet Silverado 1500 2006(förlängd kupé)

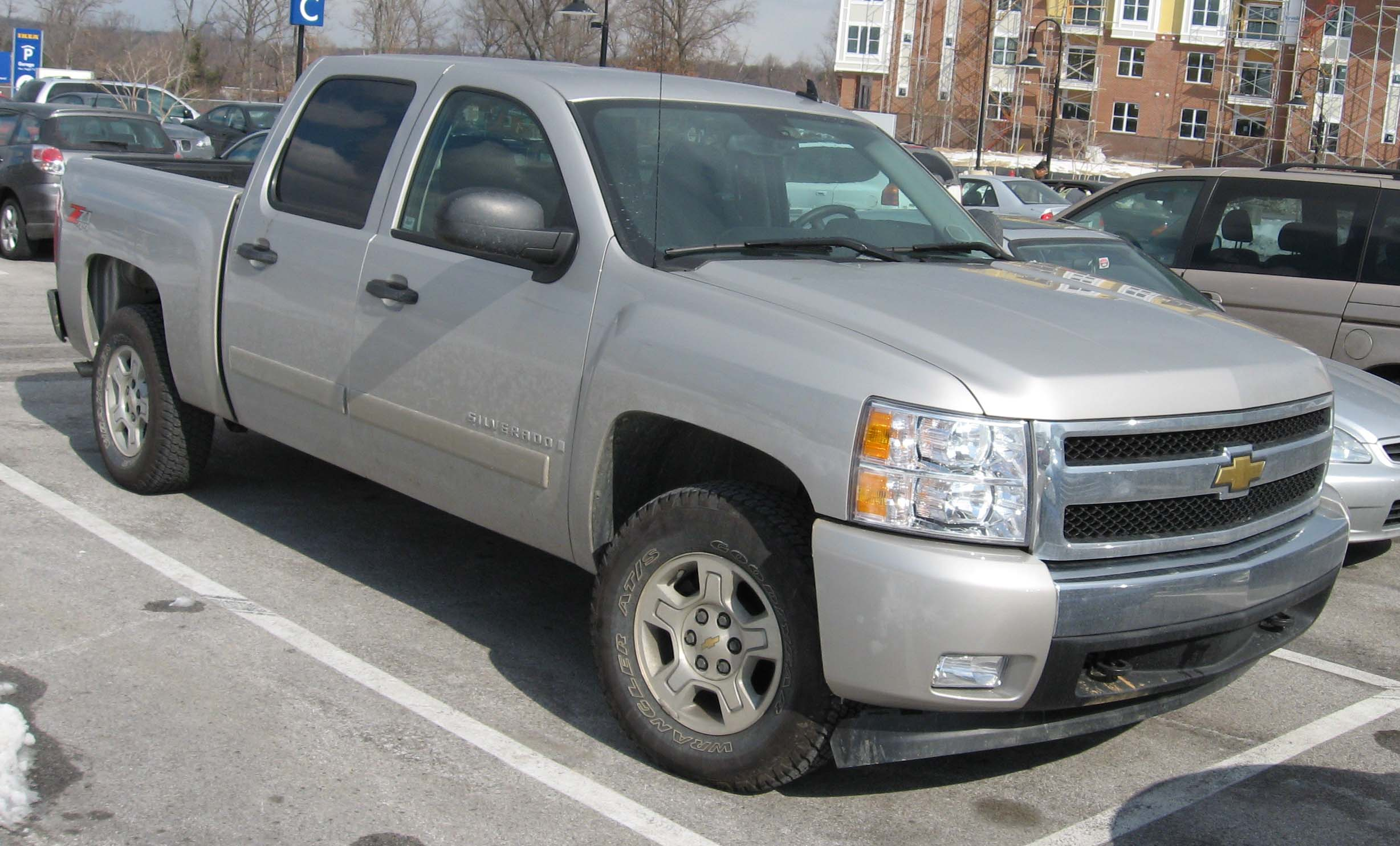
Chevrolet Silverado 1500 2007(fyrdörrarskupé)

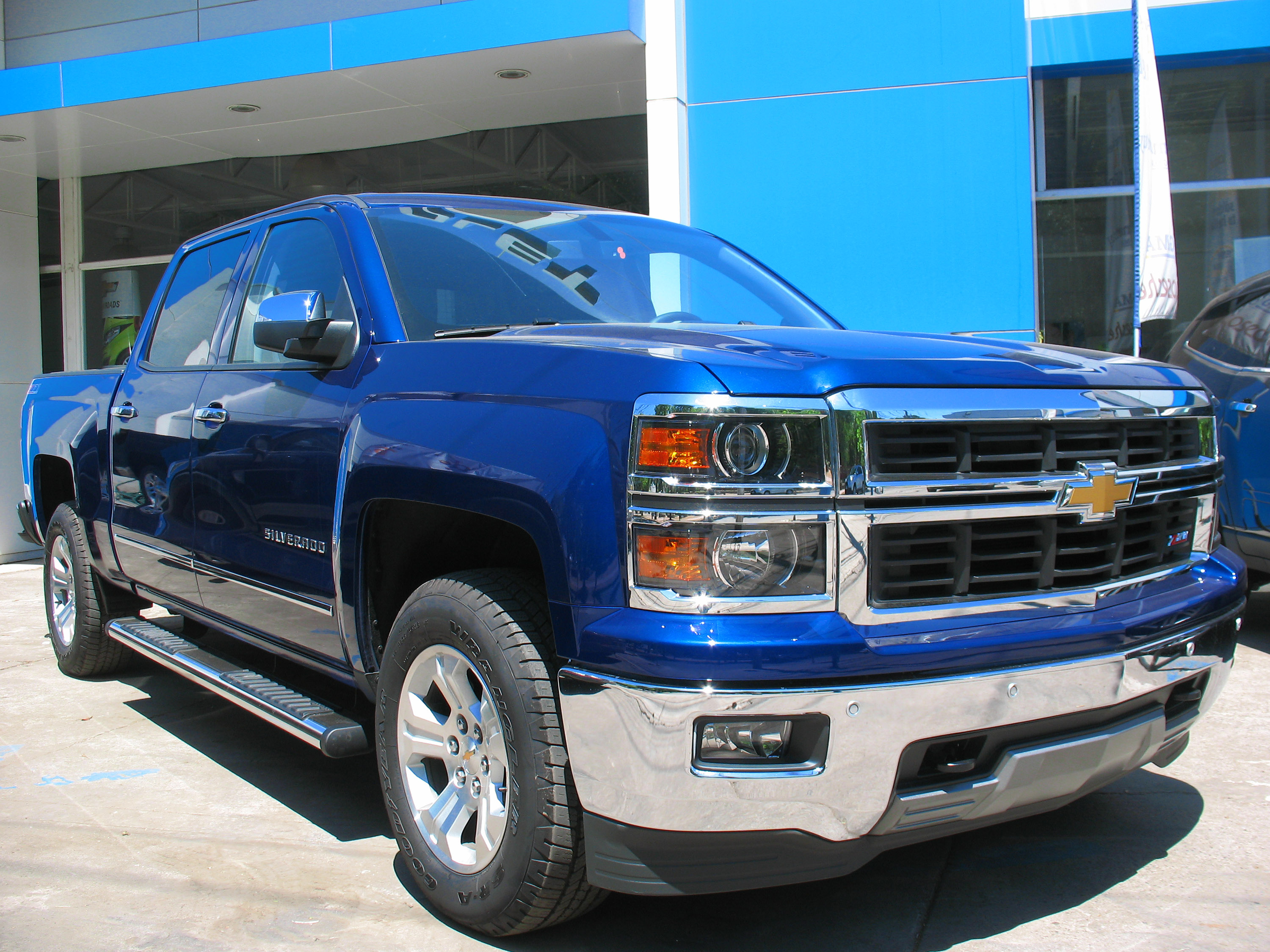
Chevrolet Silverado 1500 2014(fyrdörrarskupé)

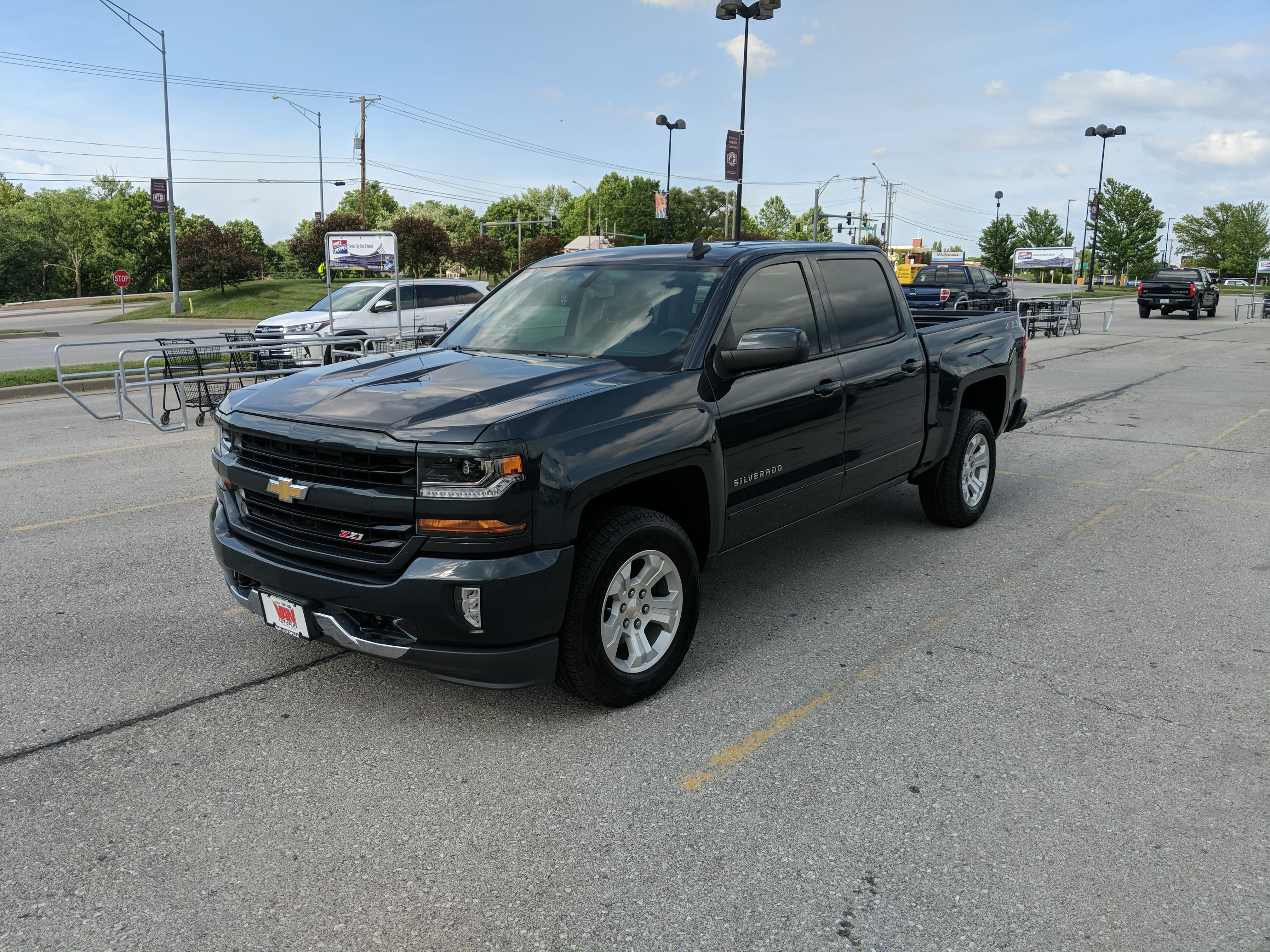
Chevrolet Silverado 2018(fyrdörrarskupé)

Chevrolet Silverado är tillsammans med GMC Sierra en modell av fullstora pickuper från GM-koncernen.

## Historik
Namnet Silverado användes redan 1975, då det användes för att indikera högsta möjliga utrustnings- och komfortnivå på C- och K-serien av GM pickuper. Chevrolets Silverado och GMC:s Sierra modeller har alltid varit i stort sett identiska, men medan Silveradoserien idag marknadsförs som den tuffare av de två så ses Sierramodellen som den lyxigare.
Silveradoserien är baserade på plattformen KT800. Den äldre plattformen KT400 (som användes för de äldre C- och K-modellerna) tillverkades i sitt light duty-utförande även under år 1999, och heavy duty-varianten till år 2000, då heavy duty-versionen av KT800-plattformen introducerades. 2007 infördes den nya KT900-plattformen.

## Modeller
Chevrolet Silverado finns i flera modeller (mycket likt GMC Sierra och konkurrenterna Fords F-serie och Dodge Ram-serien) ordnade efter lastkapacitet:

### Lastkapacitet
- 1500 (flakkapacitet ca 1 ton, dragkapacitet ca 3,6 ton)
- 1500HD (flakkapacitet ca 1,5 ton, dragkapacitet ca 4,6 ton)
- 2500HD (flakkapacitet ca 1,8 ton, dragkapacitet ca 7,3 eller 4,8 ton beroende på motoralternativ)
- 3500 (flakkapacitet 2,5 ton, dragkapacitet ca 7,5 ton)

Motoralternativen i 2500HD och 3500 modellerna är i stort sett identiska, men 3500 modellen ses ofta med fyra hjul på bakaxeln, så kallad dually.

### Kupéutföranden
- Normal tvådörrars kupé (regular cab)
- Förlängd tre- eller fyradörrars kupé (extended cab)
- Fyradörrars kupé (crew cab)

Lastflaket finns som kortare (short bed, 1 758 mm), normal (standard bed, 1 999 mm) eller längre (long bed, 2 479 mm) variant.
Modellerna delas även in i light duty och heavy duty kategorier, där de flesta skillnaderna ligger i hjul, fjädring och kraftöverföring.

### Motoralternativ
- 4,3 liter Vortec 4300 V6
- 4,8 liter Vortec 4800 V8
- 5,3 liter Vortec 5300 V8
- 6,0 liter Vortec 6000 V8
- 6,0 liter VortecMAX V8
- 6,6 liter Duramax 6600 V8 (diesel)
- 8,1 liter Vortec 8100 V8